# Espíritu
Espíritu, del latín spiritus, "soplo animador", "hálito", "aliento", "respiración" que da vida a toda la realidad. Traduce en la tradición filosófica al griego πνεῦμα, pneuma; siendo equivalente al término hindú prāṇa.
En un amplio sentido de la palabra es lo inmaterial, pero también maneja el concepto de lo ideal, de la conciencia como forma suprema de la actividad psíquica, que en las diversas fases de la historia del pensamiento se ha usado en filosofía, teología, psicología o lenguaje cotidiano, pero interpretado de muy diversas formas.
También es comprendido teológicamente como una figura retórica, siendo el "espíritu" una línea directa de comunicación con Dios. Por esto algunas religiones niegan el "espíritu" en animales.

## Historia
En la filosofía griega, se va prefigurando como aquello que «no es naturaleza» o que lo es de un modo «distinto», mezcla entre sustancia corpórea e incorpórea. Para los estoicos, su pneuma se manifiesta no sólo en el hombre individual, sino que está presente en todas las cosas, es considerado como la energía que da vida y llena el mundo, el "alma del mundo". 
En el período grecorromano, el espíritu se entendía como una actividad teórica. Para Aristóteles, la forma superior de la actividad del espíritu era pensar sobre el pensamiento, el placer de teorizar.

### Corporeidad del espíritu
El spiritus comienza a tener connotaciones físicas, tanto que en la medicina antigua y medieval se habla de spiritus corporeus o animalis, entendido como una esencia vital que impregna todo el organismo humano. Al menos este es el sentido que encontramos en una obra de Ugon Vittorino donde se entiende el espíritu como una especie de mediador entre el alma y el cuerpo, un “espíritu de fuego” móvil y sutil, similar a lo que los fisiólogos denominan “sugo nervoo”, similar al eléctrico o al etéreo.
En la teología medieval se planteó el problema de definir y resolver el dualismo cuerpo-alma recurriendo al concepto de espíritu. San Agustín afirmó decisivamente la trascendencia del alma y su superioridad jerárquica sobre el cuerpo que, sin embargo, conserva un aspecto positivo como obra de Dios y no del maligno.
Su pensamiento encontrará ahora una salida en la escolástica, que apreciará mucho una obra que se le atribuye, De spiritu et anima, donde trata de aclarar los conceptos de alma y espíritu a los que sólo se atribuyen connotaciones corporales:

El alma es un espíritu intelectual, racional, siempre vivo, siempre en movimiento, capaz de buena y mala voluntad. Toda alma es espíritu, pero no todo espíritu es alma.
Llamo espíritu corporal al aire o más bien al fuego que, por su finura, no se ve y que, residiendo en los cuerpos, les da vida.
Pseudo-Agustín, De spiritu et anima, C. XIII

Esta es la tesis de los spiriti animali, que se encuentran en el Tratado de las pasiones del alma de Descartes que, considerándolos como derivados de la sangre que llevan las arterias al cerebro, devuelve a la fisiología la actividad psíquica humana.

### Inmaterialidad del espíritu
En el pensamiento cristiano, sin embargo, sólo se describen connotaciones inmateriales del espíritu, entendido como el soplo divino que vivifica el universo material: una concepción retomada en el Renacimiento por Giordano Bruno.
El cristianismo, lo establece como una sustancia inmaterial incorpórea, cuyo grado máximo de perfección es Dios. El "Espíritu" es aproximado a la noción de Santo (pneuma to agion) y caracterizado por la universalidad, se convierte en la tercera Persona de la Trinidad divina, lo que se refleja en la tripartición humana realizada por Pablo de Tarso que distinguía, en el hombre, el cuerpo, el alma y el espíritu:

Que el Dios de la paz os santifique a la perfección, y todo lo vuestro, espíritu, alma y cuerpo, sea conservado irreprensible para la venida de nuestro Señor Jesucristo.
Pablo de Tarso, Primera epístola a los tesalonicenses, 5, 23

La cuestión de un espíritu en el hombre, diferente del alma y por lo tanto completamente separado del cuerpo, permaneció debatida posteriormente, hasta que se afirmó la unidad del alma humana en los Concilios de Constantinopla de 869-870 y 879-880, a la que se atribuían cualidades espirituales propias, excluyendo la presencia de una parte intelectual superior sin unión directa con la carnal.
El espíritu, por tanto, entendido como alma de Dios y esencia de origen divino en el hombre, aparece en el pensamiento de Filón de Alejandría, de Orígenes y de san Pablo, que contrapone la nobleza del 'espíritu' a la bajeza de la 'carne'.
En la teología cristiana el espíritu pierde toda consistencia material en las definiciones del Espíritu Santo, de Dios y de las existencias angelicales, que, como 'espíritus puros', 'espíritus infinitos', se contraponen a los 'espíritus finitos' de los hombres.

## Espíritu en la filosofía moderna y contemporánea
La diferenciación entre espíritus materiales finitos e inmateriales infinitos es retomada por Leibniz en la Monadología y por George Berkeley en el Tratado sobre los principios del conocimiento humano, mientras que para Descartes el espíritu siempre coincide con la res cogitans, la sustancia pensante.
Una perspectiva enteramente finita está en el pensamiento iluminístico que reserva una constitución natural para el alma y que atribuye al espíritu una formación debida a la educación y a las costumbres sociales (Helvétius en su Sobre el espíritu y Montesquieu que se ocupará en este sentido del 'espíritu' de las leyes).
Con Emanuel Swedenborg el espíritu se convierte en el sujeto de las ciencias ocultas del espiritismo rechazado en todos los aspectos por Kant quien en sus Sueños de un visionario especifica que estos son los sueños 'de quien ve espíritus'.
Kant en cambio utilizará el término espíritu en la Crítica del juicio y en la Antropología como significante de la actividad creadora de la razón y así también será entendido por la filosofía idealista de Schelling a Hegel quien metafísicamente extendió su alcance más allá del formalismo kantiano. Especialmente en Hegel el espíritu (Geist) es el protagonista absoluto de la Fenomenología del espíritu (1807) que será relatada más adelante en su desarrollo dialéctico del espíritu subjetivo, objetivo y absoluto en la Enciclopedia de las ciencias filosóficas.
Esta caracterización metafísica del carácter absoluto del espíritu estará también presente en los retornos del pensamiento idealista con la Filosofía del espíritu de Benedetto Croce y con la Teoría general del espíritu como acto puro de Giovanni Gentile. El espíritu entendido como 'fuerza vital' de un pueblo fue teorizado en la mística fascista por Niccolò Giani quien vio en Europa el choque entre dos concepciones diferentes, por un lado la mediterránea, mundo próximo a la tradición griega y romana fundada en el espíritu que define como la Europa del carnero y por otro una visión materialista, nacida de la Revolución Francesa que había dado origen al materialismo violento que definió como la Europa del toro. Estas dos posiciones irreconciliables tarde o temprano entrarían en conflicto. Según Giani, por tanto, el enemigo estaba representado por la Europa materialista materializada en los gobiernos de París, Londres y Moscú. y del cual Giani identificó la cultura judía como parte integral de la Europa 'del toro'.
La distinción entre 'ciencias del espíritu' (Geisteswissenschaften) y 'ciencias de la naturaleza' propuesta por Wilhelm Windelband en 1894 en la obra Historia y ciencias naturales retomó el tema ya tratado por Wilhelm Dilthey en 1883 en su Introducción a las ciencias del espíritu, con el que se quería liberar de toda subordinación al positivismo celebrando el peculiar carácter científico de las ciencias histórico-espirituales.
Si bien el espiritualismo de Hermann Lotze aún debe ser considerado en el legado del hegelianismo, en el ámbito más filosófico es la corriente espiritualista la que se inspira en la tradición cristiano-medieval, en Descartes, Pascal y Maine de Biran. Esta tendencia cobró impulso en las últimas décadas del siglo XX en correspondencia con un cierto debilitamiento del materialismo ateo.
La fenomenología de Husserl, con la continuación de desarrollos posteriores que se refieren a ella, ve entre las más conocidas la “teoría de los valores” de Max Scheler y El problema del ser espiritual de Nicolai Hartmann. En efecto, se trata de volver a poner en juego el espíritu, aunque en términos diferentes y más sofisticados, pero con el uso de nuevos términos y nuevas expresiones del mismo.
Por último, existen corrientes ontológicas y existencialistas de tipo posmaterialista que abren el horizonte alejándose de los viejos esquematismos del materialismo integral, que concebía la materia como la única realidad. Un discurso que combina un "pluralismo ontofísico" con un dualismo experiencial ("dualismo antrópico real") plantea la hipótesis de muchas realidades inmateriales coexistiendo con la materia, una de las cuales, aiteria, sería perceptible por la sensibilidad humana en una forma que remite al concepto de espiritualidad.

## Espíritu en la mística judía
La Cábala describe cinco niveles del alma: néfesh (vital e instintiva), ruaj (emocional y ética), neshamá (alma superior), jayá (vida) y yiejidá (unidad con lo divino). El ruaj actúa como mediador entre lo terrenal y lo divino, siendo el nivel donde habita la conciencia moral y la sensibilidad espiritual. El Zóhar enfatiza que estos niveles son canales para que la luz divina penetre en el ser humano.
Además, esta clasificación revela una concepción multidimensional del alma en el pensamiento místico judío, en la que cada nivel cumple una función específica:
Néfesh (נֶפֶשׁ): es el alma básica o vital, relacionada con las funciones corporales, los impulsos instintivos y la vida biológica. Es el nivel del alma que anima el cuerpo y está más cercano al plano físico.
Ruaj (רוּחַ): designa el espíritu, asiento de las emociones, la ética y el discernimiento. Es el nivel intermedio que permite al ser humano elevarse más allá de los deseos primarios y aspirar a una vida moral y consciente.
Neshamá (נְשָׁמָה): representa la chispa divina, el nivel más elevado del alma accesible a la conciencia humana. Está vinculada al entendimiento espiritual, la intuición y la conexión directa con lo divino.
La Cábala enseña que estos tres niveles —néfesh, ruaj y neshamá— están presentes en cada persona, aunque no siempre todos están activados o desarrollados en la misma medida. Solo a través de un proceso de refinamiento ético y espiritual se accede conscientemente a los niveles superiores.
En textos cabalísticos más esotéricos, se añaden dos niveles aún más elevados: jayá (חַיָּה), asociada a la conciencia de unidad cósmica, y yiejidá (יְחִידָה), que representa la unidad absoluta con Dios, más allá de toda individualidad.

## Reducción terminológica en traducciones
Durante el siglo III a. C., el Tanaj fue traducido al griego en Alejandría por orden de Ptolomeo II Filadelfo, en un proceso conocido como la Septuaginta. Según la Carta de Aristeas, participaron setenta y dos sabios judíos que realizaron la traducción para la Biblioteca de Alejandría.
En esta versión griega, néfesh y neshamá se tradujeron como ψυχή (psyché, alma), mientras que ruaj se vertió como πνεῦμα (pneuma, espíritu). Esta reducción terminológica, motivada por la adaptación a categorías helénicas, fusionó conceptos distintos del pensamiento hebreo, lo que influyó posteriormente en la teología cristiana y la filosofía occidental.